# Machihembrado

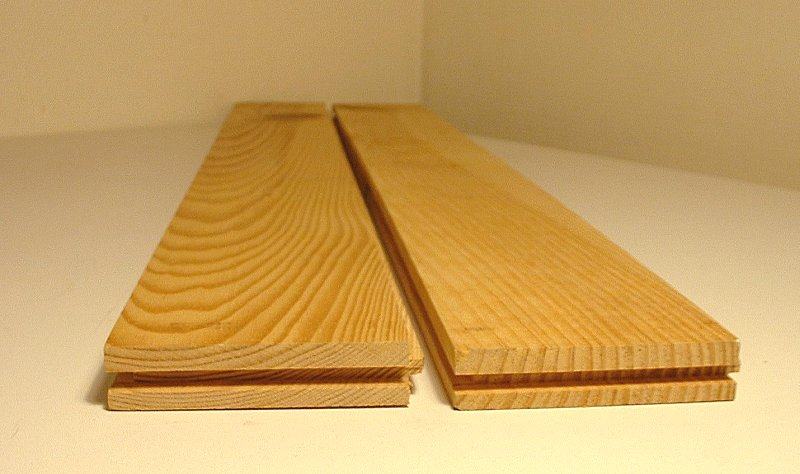
Palmetas de madera para parqué con machado en los cuatro cantos.

El machihembrado, machimbrado, machimbre o machihembre, es un sistema para ensamblar tablas de madera cepillada por medio de rebajes y cortes en sus cantos, para lograr por medio de la sucesión de piezas encajadas entre sí una sola superficie lisa, uniforme y sólida.
Para aplicar este principio, se labra en los cantos de la tabla dos tipos de perfilado: macho, en forma de pestaña sobresaliente, y hembra, en forma de canal; sus medidas están pensadas para lograr una unión perfecta. Para ensamblar las tablas, se encaja el canto cortado en macho de una pieza dentro del canto cortado en hembra de otra pieza, quedando unidas para soportar las cargas propias del uso. 
Este sistema es utilizado principalmente para pisos de madera, donde se busca lograr una superficie lisa e indeformable frente a la aplicación de las cargas del uso. Para tablas largas (de 3,20 m de longitud) se labran sólo dos de los cuatro cantos, pues el dimensionamiento en obra de las piezas no justifica labrar los cuatro. Donde sí se da el uso de machihembrado en los cuatro cantos es en palmetas para parqué, como se muestra en la foto.
El machihembrado también se utiliza en juegos, como lo es el rompecabezas de piezas cuadradas.
- Datos: Q1891935
- Multimedia: Tongue and groove / Q1891935